# طباعة ملحية

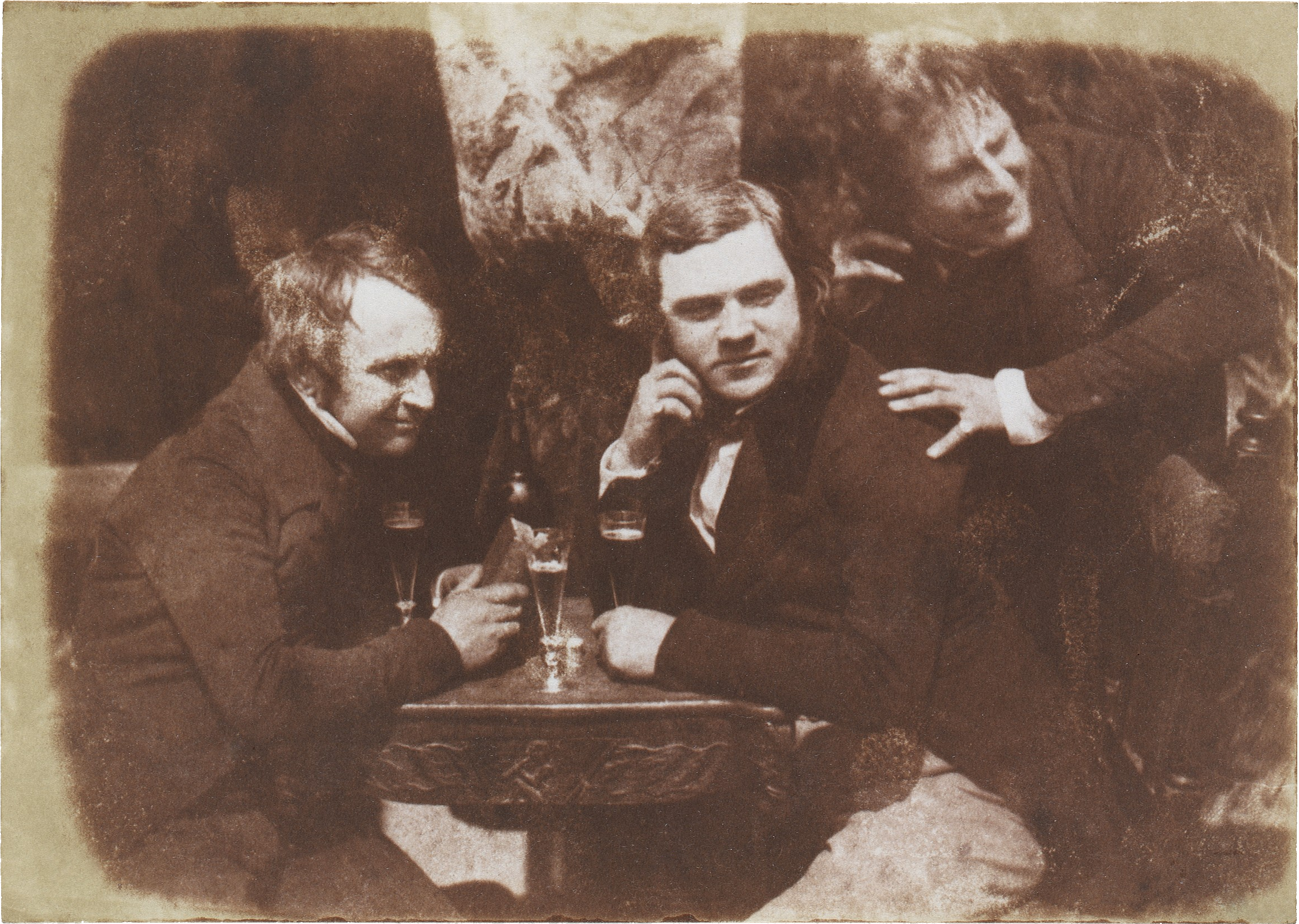

الطباعة الملحية كانت العملية التصويرية الورقية السائدة لإنتاج صور موجبة مطبوعة في الفترة الزمنية الممتدة من عام 1839 وحتى حوالي عام 1860. اختُرعت تقنية الطباعة الملحية في منتصف الثلاثينيات من القرن ال19 من قبل العالم والمخترع الإنكليزي وليم فوكس تالبوت. لقد قام بصنع ما أسماه «ورقة حساسة» لغايات «الرسم التصويري» عن طريق تبليل الورقة بمحلول مخفف من ملح الطعام العادي (كلوريد الصوديوم)، ومن ثم تلطيخها وتنشيفها، وبعدها يُرسم على جهة واحدة بمحلول قوي من نترات الفضة.